# 카사네의 늪

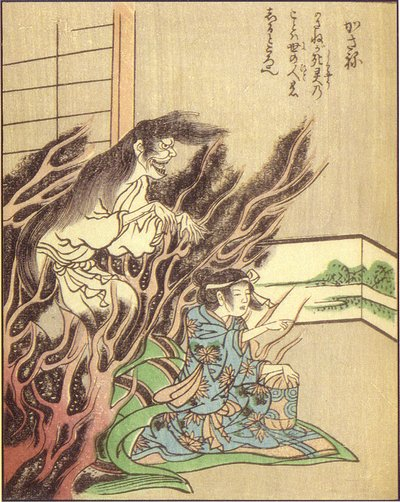
회본백물어의 카사네.

카사네의 늪(일본어: 累ヶ淵 카사네가후치[*])는 이바라키현 조소시 하뉴마정의 사찰 호조사(法蔵寺) 뒷편의 기누강(鬼怒川, 귀노천) 강변의 지명이다. 에도 시대에 이곳을 무대로 한 카사네(일본어: 累)라는 추녀 원령과 그 제령을 둘러싼 이야기가 널리 유포되었다. 이 귀신 이야기를 소재로 요다이메 츠루야 난보쿠 4세의 『색채간예두』를 비롯하여 카사네물(일본어: 累物 카사네모노[*])이라고 불리는 일군의 가부키 작품군이 형성되었고, 산유테이 에인초 1세는 낙어 『진경 카사네의 늪』을 썼다.
최초의 카사네 물어는 겐로쿠 3년(1690년) 출판된 가나조시 『사령해탈물어문서』(死霊解脱物語聞書)다. 『문서』에 따르면 카사네 이야기는 게이초 17년(1612년)에서 간분 12년(1672년)까지 60년간 벌어진 실화에 근거한 것이라고 주장되었다. 그 줄거리는 다음과 같다.
시모사국 와카다군 하뉴촌에 요우에몬(与右衛門)이라는 백성과 그 후처 와스기(お杉) 부부가 있었다. 와스기의 의붓딸 스케(助)는 얼굴이 추하고 발이 불편했기 때문에 요우에몬은 스케를 싫어했다. 스케가 방해가 된다고 생각한 요우에몬은 스케를 강에 던져 죽였다. 그 해 부부는 새 딸을 낳아 루이(累의 음독)라고 이름붙인다. 하지만 루이는 스케를 쏙 빼닮아 마을 사람들 사이에 구설수가 되었다. 그들은 “스케가 다시 태어난 것”이라며 루이를 "루이"가 아니라 "카사네"라고 불렀다.
양친이 잇달아 죽고 혼자가 된 카사네는 병으로 괴로워하던 떠돌이 야고로(谷五郎)를 간호한다. 야고로는 카사네와 결혼해 요우에몬 2세가 된다. 그러나 그는 카사네의 추한 외모를 역겹게 여겨 카사네를 죽이고 다른 여자와 결혼할 계획을 세웠다. 쇼호 4년(1674년) 음력 8월 11일, 야고로는 귀갓길의 카사네의 등 뒤로 다가가 강에 던져 죽이는 잔인한 방법으로 살해했다.
그 뒤 야고로는 몇 명의 후처를 얻었지만 모두 죽는다. 여섯 번째 후처인 키요(きよ)와의 사이에 겨우 키쿠(菊)라는 딸이 태어난다. 간분 12년(1672년) 음력 1월, 키쿠에게 카사네의 원령이 빙의하여 키쿠의 입을 빌어 야고로의 무도함을 고발하고 공양을 요구하며 키쿠의 몸을 괴롭혔다. 옆 동네 이이누마촌의 구교사(弘経寺)의 유고쿠암(遊獄庵)에 머무르던 유텐(祐天) 스님이 이 이야기를 듣고 찾아와 카사네를 해탈시키는 데 성공하지만, 곧이어 다른 원령이 키쿠에게 빙의했다. 스님이 따져물은 결과 이번에는 스케의 원령이었다. 동네 노인의 이야기로부터 카사네와 스케의 경위가 드러나면서 스님은 스케에게도 십념을 전수하고 계명을 줌으로써 해탈시켰다.
호조사에는 카사네의 무덤이 있어 조소시 지정문화재로 등록되어 있다. 또 이 절에는 유텐 스님이 원령들을 해탈시킬 때 사용했다는 염주, 카사네 만다라, 목상 등도 보존되어 있다.